# Negenproef
De negenproef is een methode om een berekening zoals een optelling of een vermenigvuldiging te controleren op fouten.
De negenproef is een toepassing van modulair rekenen en bestaat erin alle getallen van een berekening eerst modulo 9 te reduceren tot een getal kleiner dan 9, en dan de berekening op die getallen toe te passen. Als de resultaten modulo 9 niet overeenstemmen, is er in de berekening een fout gemaakt. Stemmen de resultaten wel overeen, dan is men nog niet geheel zeker van een juiste berekening. De proef is dus niet waterdicht. Wel is men zeker van een rekenfout als de uitkomst van de proef niet klopt. 
Natuurlijk kunnen ook andere getallen dan 9 gebruikt worden voor de modulo-berekening. Het voordeel van de negenproef berust erop dat het resultaat van rekenen modulo 9, dus de rest bij deling door 9, ook verkregen wordt als de rest bij deling door 9 van het totaal van de cijfers van het getal, in het gebruikelijke tientallige stelsel. De rest wordt dus eenvoudig verkregen door de cijfers van het getal bij elkaar op te tellen en steeds wanneer nodig er 9 van af te trekken.
De negenproef wordt al genoemd in het werk van Al-Chwarizmi over het rekenen met Indische getallen, bekend door het enige Latijnse handschrift daarvan: Algoritmi de numero Indorum.

## Voorbeeld
Stel, we hebben als uitkomst van 491 × 5915 het getal 2.904.365 berekend. Met de negenproef bepalen we nu 491 mod 9 = 5 via de berekening: 4+9+1 = 14 → 1+4 = 5, en 5915 mod 9 = 2 via: 5+9+1+5 = 20 → 2+0 = 2, en berekenen vervolgens (5 × 2) mod 9 = 1, weer door optellen van de cijfers van het resultaat 10. De juiste uitkomst moet dus bij deling door 9, 1 als rest hebben. Het getal 2.904.365 heeft als som van de cijfers 2 + 9 + 0 + 4 + 3 + 6 + 5 = 29. Omdat 2+9 = 11 en 1+1 = 2, geldt: 29 mod 9 = 2, en is het antwoord dus fout.
Het juiste antwoord 2.904.265 is modulo 9 gelijk aan 1 (2+9+0+4+2+6+5 = 28 → 2+8 = 10 → 1+0 = 1) en doorstaat dus de negenproef, maar dat geldt ook voor het foutieve 2.904.256, dat gemakkelijk een verschrijving kan zijn door omwisseling van de laatste twee cijfers.

## Elfproef
Een andere test voor de validiteit van bepaalde getallen is de elfproef (11-proef) Deze test werd in het Nederlandse betalingsverkeer uitgevoerd op negen- en tiencijferige Nederlandse bankrekeningnummers, om te controleren of het nummer een geldig rekeningnummer kan zijn. Voor het IBAN geldt een gecompliceerder maar uiteindelijk soortgelijk procedé.